# Фрідріх Гельдерлін
Йоганн-Крістіан-Фрідріх-Гельдерлін (нім. Johann Christian Friedrich Hölderlin; 20 березня 1770 — 7 червня 1843) — німецький поет-романтик.

## Біографія і творчість
Ще студентом Тюбінгенського університету Гельдерлін почав писати вірші, у формі та змісті яких помітне наслідування Клопштока. На молодого Гельдерліна також помітно вплинув Фрідріх Шиллер. У студентські роки його однокурсником та найкращим другом був Гегель, з яким у подальшому Гельдерлін кілька років листувався. У 1794–1795 роках Гельдерлін проживав у Єні. 1794 року Гельдерлін відвідував лекції Фіхте в Єнському університеті. Тут, у центрі романтичного руху, він познайомився з представниками нового літературного напрямку; саме тут у Гельдерліна виявилися вперше ознаки іпохондрії. Болісний настрій посилився під впливом безнадійного й пристрасного кохання до Сюзетти Ґонтар, матері одного зі своїх учнів. Гельдерлін бачив у ній втілення фантастичного ідеалу жінки, що вже з наймолодших років був предметом його мрій. Згодом Гельдерлін зобразив її під ім'ям Діотіми у своєму романі «Гіперіон».

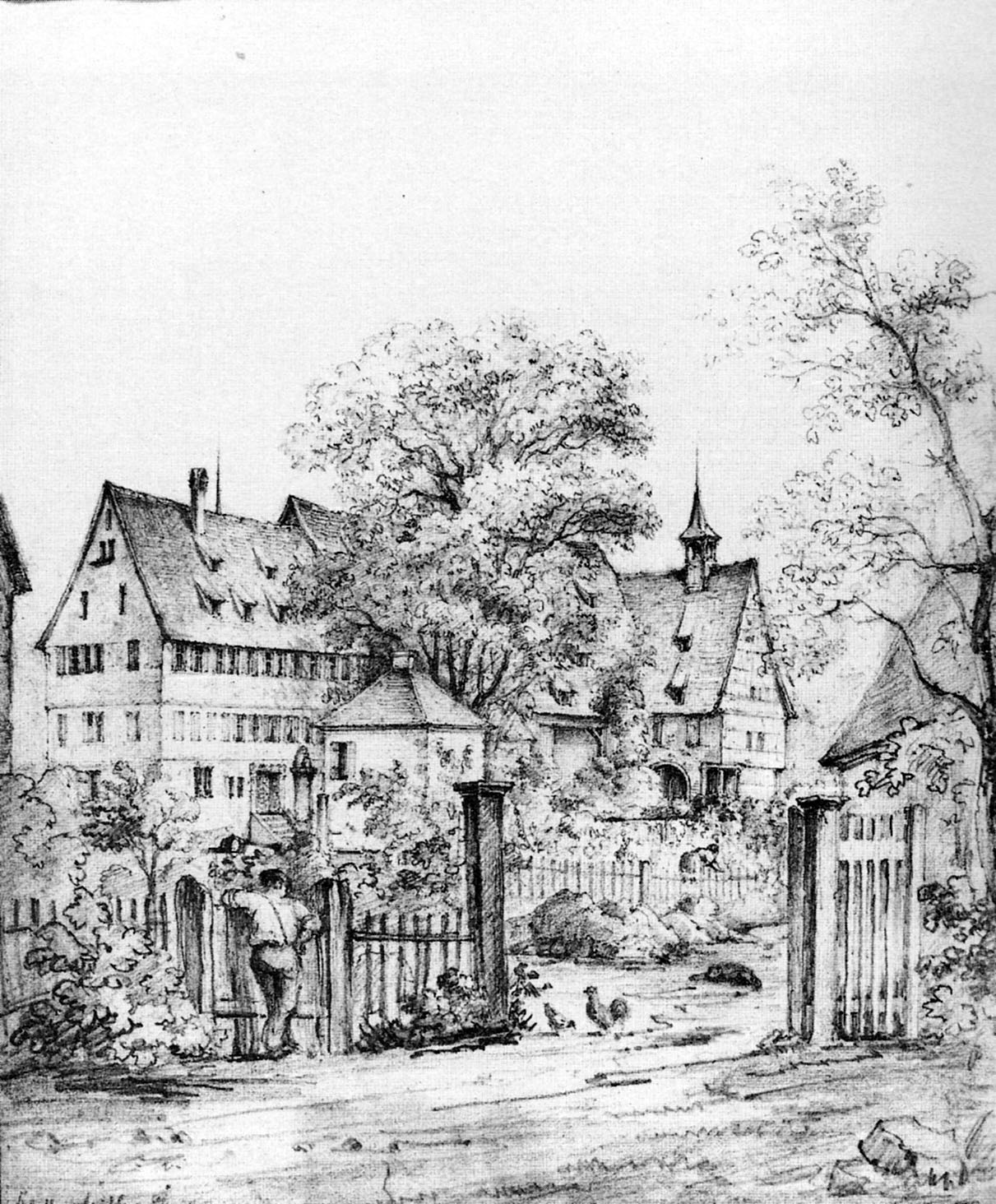
Рідний дім Гельдерліна, бл.1840

1798 року Гельдерлін виїхав із Єни, переїжджав з місця на місце і у 1802 р. повернувся на батьківщину з очевидними ознаками божевілля. Найбільший з творів Гельдерліна — епістолярний роман «Гіперіон», що є своєрідною сповіддю поета. Характерна риса роману — суто романтичне прагнення пов'язати філософію та поезію: Гельдерліна влаштовує тільки та наукова система, що пов'язана гармонією з ідеалом прекрасного. Ідеї, дотичні до поглядів Гельдерліна, пізніше розвиваються в філософських системах Шеллінга та Гегеля. У романі цікава й інша сторона: болісна мрійність і надзвичайно розвинене почуття витонченого створили в Гельдерліні відразу до сучасної дійсності; він зображує свій час і своїх співвітчизників картикатурними, а свій ідеал шукає під дорогим йому небом Еллади.

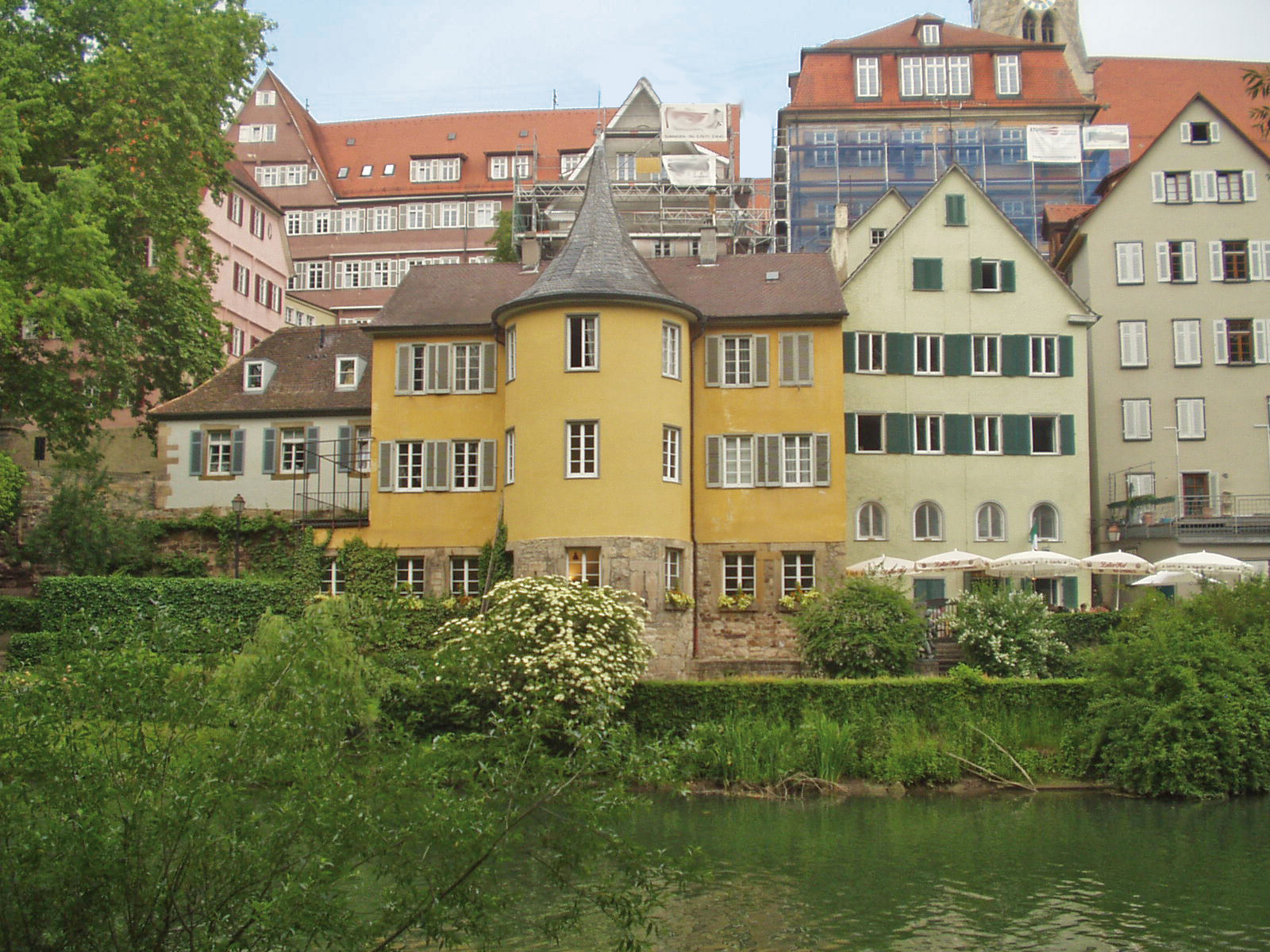
Вежа Гельдерліна, Тюбінген

Крім «Гіперіона» в добробку Гельдерліна лишилася незакінчена трагедія «Смерть Емпедокла» — лірична поема у драматичній формі; перекази з Софокла — «Антігона» та «Цар Едіп» — та низка ліричних віршів. Лірика Гельдерліна пройнята пантеїстичним світоглядом: християнські ідеї з'являються ніби випадково; загалом, настрій Гельдерліна — настрій грека-елліна, що побожно схиляється перед величчю божественної природи. Вірші Гельдерліна багаті на ідеї та почуття, іноді піднесені, іноді ніжні та меланхолійні; мова його — надзвичайно музична, рясніє яскравими образами, особливо в численних описах природи.

## Визнання і спадщина
«Гельдерлінівське відродження» — це важлива тенденція у світовій поезії другої половини XX — початку XXI століть. Це стосується як переказів та перекладів його віршів багатьма мовами, яким віддають свої сили в цей період найвидатніші поети, так і ширшого досвіду засвоєння поетики ранніх, романтичних, і пізніх його творів. Твори Гельдерліна не тільки по-новому перекладали і вивчали, але й публічно декламували (наприклад, у Берліні в експресіоністському «Новому клубі»).
Поезія, проза, переклади і сама постать Гельдерліна стимулювала до роздумів філософів і теологів (Вільгельм Дільтей, Карл Ясперс, Гайдеггер, Вальтер Беньямін, Моріс Бланшо, Аріс Фіоретос, Ганс Кюнг), філологів (Роман Якобсон, Петер Сонді), письменників (Стефан Цвейг, Георг Гейм, Петер Гертлінг та ін.). 
Фрідріх Гаєк обрав цитату Гельдерліна як епіграф до розділу 2 своєї книги «Шлях до рабства»:
«Що завжди перетворювало державу на пекло на землі, то це намагання людей зробити її своїм земним раєм»

## Гельдерлін та музика
На вірші Гельдерліна писали музику, серед багатьох інших:
- Йоганнес Брамс
- Бенджамін Бріттен
- Вільгельм Кіллмаєр
- Гідеон Кляйн
- Дьордь Куртаг
- Ернст Кренек
- Дьордь Лігеті
- Бруно Мадерна
- Луїджі Ноно
- Карл Орф
- Ганс Пфіцнер
- Макс Регер
- Вольфганг Рим
- Віктор Ульманн
- Вольфганг Фортнер
- Беат Фуррер
- Георг Фридрих Гаас
- Ганс Вернер Генце
- Пауль Гіндеміт
- Гайнц Голліґер
- Ріхард Штраус
- Ганс Айслер

## Переклади українською
Поезії Гельдерліна українською перекладали Іван Франко, Микола Бажан (збірка перекладів Гельдерліна у серії «Перлини світової лірики»), Василь Мисик («Смерть за вітчизну»), Юрій Липа (уривок з «Пісні про німців»), Михайло Орест («Пісня Гіперіона») та інші.